# Flugunfall einer HAL 748 der Indian Airlines bei Hyderabad
Der Flugunfall einer HAL 748 der Indian Airlines bei Hyderabad ereignete sich am 15. März 1973 auf einem Trainingsflug der Indian Airlines, der mit einer Hindustan HAL 748-224 Srs. 2 am Flughafen Hyderabad-Begumpet durchgeführt wurde. Bei dem Unfall wurden alle drei Insassen sowie ein Mensch am Boden getötet. 

## Maschine
Bei der Maschine handelte es sich um eine 1972 gebaute Hindustan HAL 748 aus unter britischer Lizenz gefertigter indischer Produktion. Sie trug die Werknummer 541. Die Maschine wurde nach ihrer Endmontage an die Indian Airlines ausgeliefert, welche sie mit dem Luftfahrzeugkennzeichen VT-EAU zuließ. Das zweimotorige Mehrzweckflugzeug war mit zwei Turboprop-Triebwerken des Typs Rolls-Royce Dart 536 ausgestattet.

## Insassen
Den Trainingsflug hatten an diesem Tag ein Prüfkapitän und zwei auszubildende Piloten angetreten. 

## Unfallhergang
Mit der Maschine wurde am Unfalltag ein Trainingsflug absolviert. Gleich nach dem Start wurde der linke Propeller in die Segelstellung gebracht, um den Flug einer Platzrunde mit nur einem aktiven Triebwerk bei schlechtem Wetter zu trainieren. Als die Maschine am Ende des Gegenanflugs eine Rechtskurve flog, streifte um 16:50 Uhr Ortszeit die rechte Tragflächenspitze Hochspannungskabel und Baumwipfel. Die Maschine stürzte daraufhin auf ein Haus und geriet in Brand. Bei dem Unfall starben alle drei Besatzungsmitglieder und ein Mensch am Boden.

## Ursache
Der Unfall wurde auf eine Reihe von Fehlern auf Seiten des Prüfkapitäns und der auszubildenden Piloten zurückgeführt. Diese seien dadurch bedingt gewesen, dass die Piloten vor dem Flug Alkohol konsumiert hatten und in ihrer Konzentration, ihrem Urteilsvermögen und ihrer Flugfertigkeit eingeschränkt gewesen waren.